# Paso de los Mellizos
Pour les articles homonymes, voir Paso.
Paso de los Mellizos est une localité d'Uruguay située dans le département de Río Negro. Sa population est de 317 habitants.

## Population
| Année | Population |
| ----- | ---------- |
| 1963  | 238        |
| 1975  | 281        |
| 1985  | 269        |
| 1996  | 242        |
| 2004  | 317        |

Référence,: